# Mastiles Lane
Mastiles Lane, vicino a Malham e Kilnsey nel North Yorkshire, era una strada romana ed è diventata in seguito un percorso importante per i monaci cistercensi che portavano le pecore dall'abbazia di Fountains al pascolo in alta quota per la transumanza estiva. Conosciuta anche come Old Monks' Road,  ora è un sentiero pedonale nella zona di Dales.
L'ente pubblico Historic England ha registrato Mastiles Lane come un accampamento dell'età romana e come un insediamento monastico particolarmente importante durante il periodo medievale.  Il National Trust afferma che Mastiles Lane facesse parte delle proprietà dell'Abbazia di Coverham, vicino a Middleham .  Dopo la soppressione dei monasteri è stato ipotizzato che sia diventata una via di transito per il bestiame portato a sud dalla Scozia. 